# Leo Gassmann

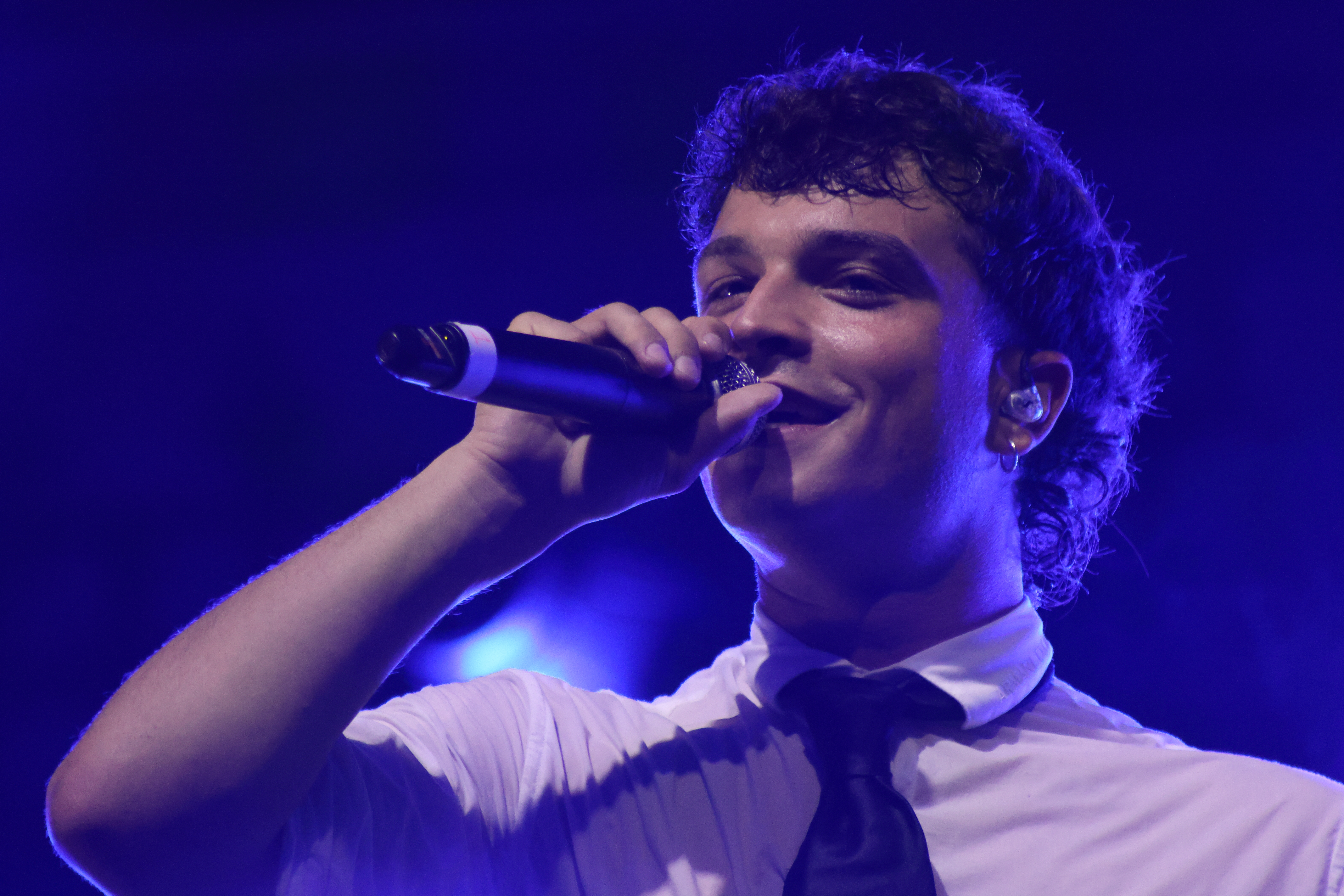
Leo Gassmann, 2023

Leo Gassmann (* 22. November 1998 in Rom) ist ein italienischer Popsänger.

## Werdegang
Gassmann ist der Sohn der Schauspieler Alessandro Gassmann und Sabrina Knaflitz sowie väterlicherseits der Enkel der Schauspieler Vittorio Gassman und Juliette Mayniel. Er begann im Alter von sieben Jahren, klassische Gitarre zu lernen. Später besuchte er fünf Jahre lang das Konservatorium Santa Cecilia in Rom. Im Alter von 14 Jahren gewann er mit der Gitarre einen Wettbewerb und schrieb seinen ersten Song. Schließlich wendete er sich dem Gesang zu. Nach seinem Abitur an einem altsprachlichen Gymnasium schrieb er sich an der amerikanischen John F. Kennedy University ein, wo er Kommunikation und Psychologie studiert.
Er nahm 2018 an der zwölften Ausgabe der Castingshow X Factor teil, wo er es mit dem Lied Piume bis ins Halbfinale schaffte. Im Anschluss veröffentlichte er die Singles Cosa sarà di noi? und Dimmi dove sei. 2019 qualifizierte er sich mit dem Lied Vai bene così für die Newcomer-Kategorie des Sanremo-Festivals 2020, in der er gewann. Gleichzeitig veröffentlichte er sein Debütalbum Strike bei Universal. Beim Sanremo-Festival 2023 ging Gassmann in der Hauptkategorie mit dem Lied Terzo cuore ins Rennen.

## Diskografie

### Alben
| Jahr | Titel  | Höchstplatzierung, Gesamtwochen, AuszeichnungChartsChartplatzierungen (Jahr, Titel, Platzierungen, Wochen, Auszeichnungen, Anmerkungen) | Anmerkungen                           |
| Jahr | Titel  | IT | Anmerkungen                           |
| ---- | ------ | --- | ------------------------------------- |
| 2020 | Strike | IT36 (2 Wo.)IT | Erstveröffentlichung: 7. Februar 2020 |

### Singles
| Jahr | Titel Album          | Höchstplatzierung, Gesamtwochen, AuszeichnungChartsChartplatzierungen (Jahr, Titel, Album, Platzierungen, Wochen, Auszeichnungen, Anmerkungen) | Anmerkungen                                                                 |
| Jahr | Titel Album          | IT | Anmerkungen                                                                 |
| ---- | -------------------- | --- | --------------------------------------------------------------------------- |
| 2018 | Piume –              | IT18 (3 Wo.)IT | Erstveröffentlichung: 23. November 2018                                     |
| 2019 | Vai bene così Strike | IT18 (4 Wo.)IT | Erstveröffentlichung: 13. November 2019                                     |
| 2023 | Terzo cuore –        | IT28 Gold · (6 Wo.)IT | Erstveröffentlichung: 8. Februar 2023 Beitrag für das Sanremo-Festival 2023 |

Weitere Singles
- 2019: Cosa sarà di noi?
- 2019: Dimmi dove sei

## Belege
1. ↑  Leo Gassmann dopo la vittoria: «Ora? Da lunedì esame all'università» video.corriere.it (0:50–0:45), 8. Februar 2020, abgerufen am 10. Februar 2020
2. ↑  Leo Gassmann: «Sono un ragazzo fortunato, canto anche per chi non lo è» iodonna.it, 23. April 2019, abgerufen am 10. Februar 2020
3. ↑  Archivio classifiche Top Singoli. FIMI, abgerufen am 9. Februar 2020 (italienisch).
4. ↑  Archivio classifiche Top Singoli. FIMI, abgerufen am 9. Februar 2020 (italienisch).
5. ↑  Auszeichnungen für Musikverkäufe: IT

| Personendaten    | Personendaten           |
| ---------------- | ----------------------- |
| NAME             | Gassmann, Leo           |
| KURZBESCHREIBUNG | italienischer Popsänger |
| GEBURTSDATUM     | 22. November 1998       |
| GEBURTSORT       | Rom                     |